# Boffelli
Boffelli je priimek več oseb:    
- Daniele Boffelli, italijanska karateist
- Rosolino Bianchetti Boffelli, gvatemalski rimskokatoliški škof